# 大野栄一
大野 栄一（おおの えいいち、1950年（昭和25年）- ）は日本の数学教師。大阪に生まれる。1972年（昭和47年）、京都産業大学理学部計算機学科を卒業。大谷中学校・高等学校の数学教師を勤める。趣味は自転車、パソコンいじり、計算道具・計算機の収集。

## 著書

### 単著
- 『パソコンで挑む円周率　πの歴史から計算まで』講談社〈ブルーバックス〉、1991年10月。ISBN 4-06-132889-1。
- 『電卓で遊ぶ数学　これぞ究極の電卓使用術』講談社〈ブルーバックス〉、1992年11月。ISBN 4-06-132941-3。
- 『定木とコンパスで挑む数学　四則演算から作図不能問題まで』講談社〈ブルーバックス〉、1993年10月。ISBN 4-06-132986-3。
- 『数学なんてこわくない』岩波書店〈岩波ジュニア新書 216〉、1993年1月。ISBN 4-00-500216-1。
- 『図形がおもしろくなる』岩波書店〈岩波ジュニア新書 247〉、1994年11月。ISBN 4-00-500247-1。
- 『目で見る数学の基礎　面積と体積』東京図書、1995年7月。ISBN 4-489-00474-5。
- 『見えない無限をつかまえる　無限小数からフラクタル、ファジィへ』講談社〈ブルーバックス〉、1996年4月。ISBN 4-06-257115-3。

### 共著
- 『私が聴いた名講義』南伸坊監修、一季出版〈夢本シリーズ〉、1991年3月。ISBN 4-900451-49-5。

### 編著
- 大野栄一編著『パワーエレクトロニクス入門』オーム社、1984年5月。ISBN 4-274-03021-0。
  - 大野栄一編著『パワーエレクトロニクス入門』（改訂2版）オーム社、1991年7月。ISBN 4-274-03329-5。
  - 大野榮一編著『パワーエレクトロニクス入門』（改訂3版）オーム社、1997年8月。ISBN 4-274-03497-6。
  - 大野榮一編著『パワーエレクトロニクス入門』（改訂4版）オーム社、2006年9月。ISBN 4-274-20293-3。

### 論文
- 大野栄一「コンピュータ・電卓・そろばんと計算力」『数学教育』、明治図書、2000年4月、pp. 50-52。
- 大野栄一「コンピュータを活用した計算練習」『数学教育』、明治図書、2009年5月、pp. 21-24。